# Challenger de Yunnan 2014
El ATP Challenger China Int'l 2014 fue un torneo de tenis profesional jugado en canchas de polvo de ladrillo. Se disputó la tercera edición del torneo que formó parte del circuito ATP Challenger Tour 2014. Se llevó a cabo en Yunnan, China entre el 28 de abril y el 4 de mayo de 2014.

## Jugadores participantes del cuadro de individuales
| Favorito | País                                  | Jugador               | Rank1 | Posición en el torneo |
| -------- | ------------------------------------- | --------------------- | ----- | --------------------- |
| 1        | Bandera de Japón                      | Yūichi Sugita         | 150   | Segunda ronda         |
| 2        | Bandera de Eslovenia                  | Grega Žemlja          | 166   | Cuartos de final      |
| 3        | Bandera de Rusia                      | Alexander Kudryavtsev | 188   | Segunda ronda         |
| 4        | Bandera de la República Popular China | Ze Zhang              | 207   | Segunda ronda         |
| 5        | Bandera de Australia                  | Matt Reid             | 217   | Cuartos de final      |
| 6        | Bandera del Reino Unido               | Daniel Cox            | 222   | Segunda ronda         |
| 7        | Bandera de Lituania                   | Laurynas Grigelis     | 232   | Segunda ronda         |
| 8        | Bandera de Rusia                      | Konstantin Kravchuk   | 243   | Segunda ronda         |

| Posición en el torneo   |
| ----------------------- |
| Primera y segunda ronda |
| Cuartos de final        |
| Semifinales             |
| FINAL                   |
| CAMPEÓN                 |

- 1 Se ha tomado en cuenta el ranking del día 7 de abril de 2014.

### Otros participantes
Los siguientes jugadores recibieron una invitación (wild card), por lo tanto ingresan directamente al cuadro principal (WC):
- Yuanfeng Li
- Siyu Liu
- Ruikai Wang
- Maoxin Gong

Los siguientes jugadores ingresan al cuadro principal tras disputar el cuadro clasificatorio (Q):
- Giuseppe Menga
- Alexander Bury
- Chuhan Wang
- James Cluskey

## Jugadores participantes en el cuadro de dobles

### Cabezas de serie
| Favorito | País                    | Jugador         | País                 | Jugador             | Rank1 | Posición en el torneo |
| -------- | ----------------------- | --------------- | -------------------- | ------------------- | ----- | --------------------- |
| 1        | Bandera de Australia    | Alex Bolt       | Bandera de Australia | Andrew Whittington  | 206   | CAMPEONES             |
| 2        | Bandera de Rusia        | Victor Baluda   | Bandera de Rusia     | Konstantin Kravchuk | 224   | Cuartos de final      |
| 3        | Bandera de Alemania     | Dominik Meffert | Bandera de Alemania  | Tim Puetz           | 265   | Semifinales           |
| 4        | Bandera de China Taipéi | Hsin-han Lee    | Bandera de Australia | Matt Reid           | 327   | Primera ronda         |

- 1 Se ha tomado en cuenta el ranking del día 21 de abril de 2014.

## Campeones

### Individual Masculino
- Alex Bolt derrotó en la final a  Nikola Mektić por 6-2 y 7-5.

### Dobles Masculino
- Alex Bolt  /  Andrew Whittington  derrotaron en la final a  Daniel Cox /  Maoxin Gong por 6-4 y 6-3.